# Anna (madre di Samuele)

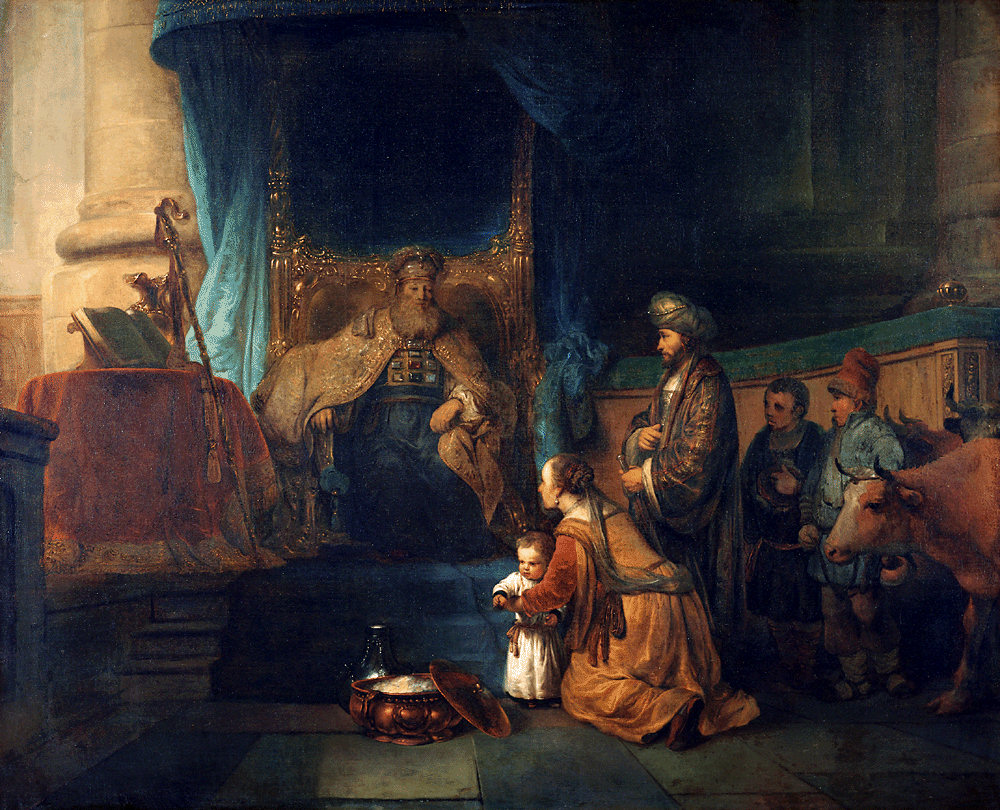
Anna presenta il figlio Samuele al sommo sacerdote Eli (Gerbrand van den Eeckhout, 1665 circa)

Anna (in ebraico חַנָּה‎?, Channah) è un personaggio biblico, moglie di Elkana e madre di Samuele. La sua storia è raccontata nel Primo libro di Samuele.

## Racconto biblico

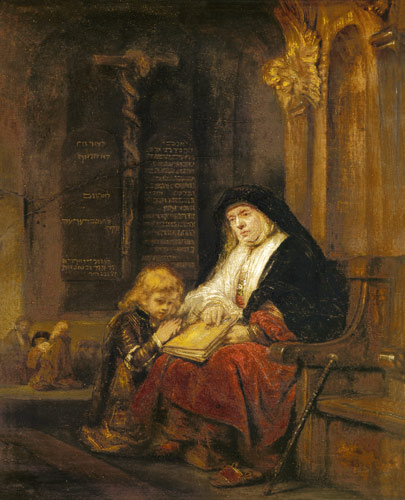
Anna e Samuele al tempio (scuola di Rembrandt, XVII sec.)

Nel racconto biblico, Anna era una delle due mogli di Elkana, essendo Peninna l'altra. Quest'ultima aveva già dato ad Elkana più di un figlio, mentre Anna no. Ciò non di meno Anna era la preferita del marito. Ogni anno Elkana offriva un sacrificio al santuario di Silo, dandone una porzione a Peninna ed ai figli, ma ad Anna dava porzione doppia «…poiché egli l'amava, ed il Signore aveva chiuso il suo grembo». Un giorno ella si alzò e si recò al Tempio a pregare in silenzio mentre Eli, sommo sacerdote in Silo, sedeva sulla porta del medesimo. Anna si rivolgeva a Dio con queste parole: «Signore delle schiere, se vorrai finalmente riguardare alla condizione della tua serva, se vorrai ricordarti di me e non dimenticare la tua serva e le darai un figlio maschio, lo darò al signore per tutto il tempo della sua vita, né passerà il rasoio sul suo capo» Vedendo Anna muovere le labbra senza emettere suono alcuno, Eli pensò che fosse ubriaca e la invitò a smaltire la sbornia prima di venire al Tempio. Ma Anna spiegò ad Eli che stava pregando per ottenere da Dio rimedio«…alla grandezza del mio dolore e della mia angoscia». Al che Eli le rispose: «Va' in pace e che Dio d'Israele esaudisca la tua richiesta, quella che hai fatta a lui».
Ella rientrò a casa, mangiò e bevve con il marito ed era piena di speranza. Poco dopo Anna rimase incinta e partorì un figlio, ma non si recò al Tempio ad offrire il sacrificio annuale, promettendo che lo avrebbe portato colà dopo lo svezzamento, progettando di portarlo ad Eli e lasciarlo a lui per essere allevato come un nazireo. Il Primo libro di Samuele riporta il canto di ringraziamento di Anna al Signore, per averla esaudita:
(Cantico di Anna)